# Gray Morrow
Gray Morrow (né le 7 mars 1934 à Fort Wayne et mort le 6 novembre 2001 à Kunkletown (en)) est un dessinateur de bande dessinée et encreur américain. Il a cocréé l'Homme-chose et El Diablo.

## Biographie
Gray Morrow naît le 7 mars 1934 à Fort Wayne aux États-Unis. Il commence à travailler dans une agence de publicité avant de rejoindre Timely dans les années 1950. Il participe à la guerre de Corée. En 1958, il commence à travailler pour le magazine Cracked. Il illustre plus tard de nombreuses adaptations de romans pour la collection des Classics Illustrated publiée par Gilberton. Il travaille aussi de nouveau pour Timely où il se spécialise dans le western. Il délaisse les comics pour se consacrer à l'illustration de romans de science-fiction. En 1964, il revient au monde des comics en travaillant pour les magazines Creepy, Eerie et Frontline Combat publié par Warren Publishing. Durant les années 1970 et 1980, il travaille pour Marvel Comics, DC Comics et Archie et dessine le comic strip Big Ben Bolt. Dans les années 1990 il est plutôt publié par des indépendants comme Dark Horse Comics ou Rip Off Press. Parallèlement il travaille aussi sur des comic strips soit comme assistant ( Rip Kirby de John Prentice, Prince Vaillant de Hal Foster, Agent Secret X-9 d'Al Williamson, etc.), soit en tant que dessinateur attitré sur  Buck Rogers en 1979 et le strip dominical de Tarzan  de 1983 à 2001. Il meurt le 6 novembre 2001.

## Récompense
Nommé au Prix Hugo de 1966 à 1968, il a reçu un Inkpot Award en 1978.